# Form - Nordic Architecture and Design
Form ist eine schwedische Design- und Architekturzeitschrift. Sie beschäftigt sich mit Architektur, Möbeldesign, Textilien, Industriedesign, Kunstgewerbe und Grafikdesign. Ein besonderer Schwerpunkt liegt auf Schweden.
Erscheinungsweise: zweimonatlich, in getrennten Sprachausgaben Schwedisch und Englisch.
„Form“ wird seit 1905 vom Föreningen Svensk Form herausgegeben. Sie gilt als eine der ältesten Designzeitschriften der Welt.